# 费尔氏马先蒿费尔氏亚种
费尔氏马先蒿费尔氏亚种（学名：Pedicularis pheulpinii sp. pheulpinii）为玄参科马先蒿属下的一个亚种。

## 扩展阅读
- 維基物種上的相關：费尔氏马先蒿费尔氏亚种